# Koko, le gorille qui parle
 (décembre 2018).
- Si vous ne connaissez pas le sujet, laissez ce bandeau (vous pouvez alors contacter les auteurs).
- Si vous supprimez le contenu mis en cause (vous pouvez préalablement contacter les auteurs),

argumentez précisément cette suppression dans la page de discussion
(un manque de référence n'est pas un argument ; une recherche réelle de référence doit avoir été effectuée, être formellement documentée).
Pour plus de détails, voir Fiche technique et Distribution.
Koko, le gorille qui parle est un documentaire français réalisé par Barbet Schroeder et sorti en 1978.

## Synopsis
Koko est un gorille de 7 ans confié par le zoo de San Francisco à Penny Patterson, étudiante en psychologie qui lui apprend depuis son plus jeune âge une langue des signes. Koko connaît environ 1000 mots et en utilise couramment 500, lui permettant ainsi de communiquer avec les hommes.

## Fiche technique
- Titre original : Koko, le gorille qui parle
- Titre anglais : Koko, a Talking Gorilla
- Nationalité :  France
- Durée : 85 minutes
- Genre : documentaire
- Format : 1,33, couleur
- Montage : Dominique Auvray, Denise de Casabianca
- Image : Nestor Almendros
- Son : Lee Alexander, Jay Miracle
- Distributeur : Roissy Films - Les Films du losange
- Date de sortie : 11 octobre 1978

## Naissance du film
À propos de Koko, Barbet Schroeder explique à la sortie du film en 1978 : « J'avais depuis toujours eu envie de filmer des gorilles [...] Je caressais l'idée de faire, à partir des travaux de Diane Fossey [...] au Rwanda, une étude filmée de six mois sur les modes de communication entre eux de ces gorilles et de cette femme. J'étais d'autre part passionné par la révolution scientifique que représentaient les résultats des expériences de langage avec les chimpanzés [...] Je pensais que seul le cinéma pouvait en rendre compte. Lorsque j'ai appris que l'expérience [...] avait été tentée avec un gorille, ça m'a tout de suite intéressé ». Koko était à l'origine un film de fiction basé sur un drame avec un scénario sur lequel avait travaillé Sam Shepard. Le zoo auquel elle appartenait voulait la récupérer. Penny, l'étudiante qui éduquait Koko, ne pouvait se résoudre ni à rompre les liens qui étaient instaurés, ni a interrompre l'expérience scientifique. Dans ce projet de fiction, Penny et Koko fuyaient en Afrique et tentaient de se faire admettre par un groupe de gorilles en liberté. La fiction l'emportait largement sur le documentaire. Mais Koko s'est révélée intransportable et Penny n'entendait pas sacrifier son expérience scientifique en se pliant au canevas du scénario.
« Les rôles étaient renversés. Koko en Afrique servait d'interprète à Penny auprès de ses nouveaux compagnons. Le cinéaste avait obtenu l'argent et les autorisations nécessaires. Mais quand il vit Koko, quand il commença à partager sa vie quotidienne, il renonça à son projet, estimant que le spectacle de la réalité se suffisait à lui-même... »
Le tournage s'est effectué en partie clandestinement à raison d'une à deux heures de prises de vues par jour, pas plus : « Il fallait tenir compte des humeurs de Koko, qui refusait parfois de travailler, et des humeurs de Penny... »

## Distribution
- Koko : lui-même
- Penny Patterson : elle-même
- Saul Kitchener : le directeur du zoo de San Francisco
- Carl Pribram : le professeur de neurosciences
- Roger Fouts : le docteur en psychologie

## Mise en scène
La voix off du documentaire s’affirme ici comme un geste de mise en scène qui encadre l’enchaînement des séquences. La voix off ne commente pas toujours les images, elle peut installer une distance, aller plus loin, comme si soudain elle se plaçait au-dessus du film. Quant aux propos des autres intervenants, ils sont très descriptifs, chaque personnage parle de façon bien cadrée, sans déborder de son domaine.
Du point de vue de la voix, il faut aussi considérer que le singe Koko est un intervenant comme les autres, sa voix est exprimée par des sous-titrages en lettres majuscules. Koko est donc ce personnage paradoxal que le film fait parler mais qui, dans la réalité, ne parle pas.
La majeure partie du film est filmée en plans rapprochés sur « la maison » de Koko, son espace réservé où se déroule l’expérience et qui ressemble à une grande cage à l’intérieur d’un mobile-home. Pour le cinéaste, ce parti pris ramène à l’idée que Koko est quand même emprisonnée. Le spectateur lui-même se sent ficelé dans cet espace serré et aspire, comme Koko à en sortir. À d’autres moments, le cinéaste élargit l’espace. C’est le cas, par exemple, au début du film lorsqu’il montre Penny, en voiture, transportant Koko dans l’espace ouvert de la ville, ou à la fin du film.

## Autour du film
L’animal, un homme comme les autres ?
L’homme s’est situé dans le monde vivant en se distinguant de l’animal par la raison. Pourtant, à travers l’histoire, des regards différents ont été portés sur l’animal. Les mythologies antiques, les bestiaires et fabliaux du Moyen Âge, induisent une ligne de démarcation qui a su faire bon ménage avec la conscience d’une proximité assez réelle pour que l’animal devienne homme (ou le contraire). Par exemple, Renart (qui a donné son nom à l’animal) est devenu le héros d’aventures inspirées des fables, mais se développant 
selon les lois de la parodie épique et de la satire. Il y a aussi les fables de Jean de La Fontaine, en introduction desquelles le poète dira : « Je me sers d’animaux pour instruire les hommes ». Quant aux illustrateurs des Bestiaires, ils annoncent, entre autres choses, l’art de la bande dessinée à thème animalier (avec Walt Disney).
À l’occasion, le Moyen Âge instruisait le procès de l’animal coupable d’un crime, s’appuyant sur un texte biblique de l’Exode selon lequel un bœuf qui cause la mort d’un être humain doit être lapidé à mort sans qu’on puisse ensuite manger sa viande. On a vu ainsi des porcs qui avaient dévoré des enfants être incarcérés, puis mis en accusation par un officier de justice devant un tribunal où plaignants, témoins et même avocats de l’accusé prenaient la parole jusqu’à ce que tombe le verdict des juges. Aujourd’hui, les sciences confortent le discours sur l’intelligence de l’animal. En 1978, la Déclaration Universelle des Droits de l’Animal a été proclamée et dès le 28 janvier 2015 en France, le statut animal dans le Code civil était transformé de "biens meubles" en "êtres vivants doués de sensibilité".

## Production
Barbet Schroeder avait d'abord initié un film de fiction sur le sujet, avec Sam Shepard au scénario. Mais des mésententes avec Penny Patterson sur le plan financier conduisent à avorter le projet. Schroeder rachète alors les scènes déjà tournées et transforme le film en documentaire. En 2015 il avouera s'en satisfaire, reconnaissant que ce format lui aura permis de mieux approfondir son sujet.